# Pulsatilla sachalinensis
Pulsatilla sachalinensis är en ranunkelväxtart som beskrevs av Kanesuke Hara. Pulsatilla sachalinensis ingår i släktet pulsatillor, och familjen ranunkelväxter. Inga underarter finns listade i Catalogue of Life.